# Mielul Shaun - Filmul
Mielul Shaun - Filmul (titlu original: Shaun the Sheep Movie) este un film britanic 3D de animație din 2015 regizat de Richard Starzak, Mark Burton și Eric Guillon.

## Distribuție
Au interpretat:
- Omid Djalili - Trumper
- Andy Nyman - Nutz
- Tim Hands - Slip
- Richard Webber - Shirley
- Justin Fletcher - Shaun
- John Sparkes - Bitzer, Farmer
- Emma Tate - Hazel